# Oggetto interstellare
Un oggetto interstellare è un oggetto astronomico nello spazio interstellare che non è legato gravitazionalmente a una stella. Gli oggetti applicabili includono asteroidi, comete e pianeti interstellari, ma non una stella o una stella degenere.
Questo termine può anche essere applicato a un oggetto che si trova su una traiettoria interstellare ma sta temporaneamente passando vicino a una stella, come alcuni asteroidi e comete (cioè esoasteroidi ed esocomete). In quest'ultimo caso, l'oggetto può essere chiamato intruso interstellare.
I primi oggetti interstellari scoperti sono stati pianeti interstellari, pianeti espulsi dal loro sistema stellare originale (ad esempio, OTS 44 o Cha 110913−773444), anche se sono difficili da distinguere dalle sub-nane brune, oggetti di massa planetaria che si sono formati nello spazio interstellare come fanno le stelle.
Il primo oggetto interstellare scoperto a viaggiare attraverso il Sistema Solare è stato 1I/ʻOumuamua nel 2017. Questi oggetti possiedono una significativa velocità eccessiva iperbolica, indicando che non hanno avuto origine nel Sistema Solare. Gli oggetti interstellari una volta erano legati a una stella ospite. Diversi processi possono far sì che pianeti e oggetti più piccoli si sleghino dalla loro stella ospite.

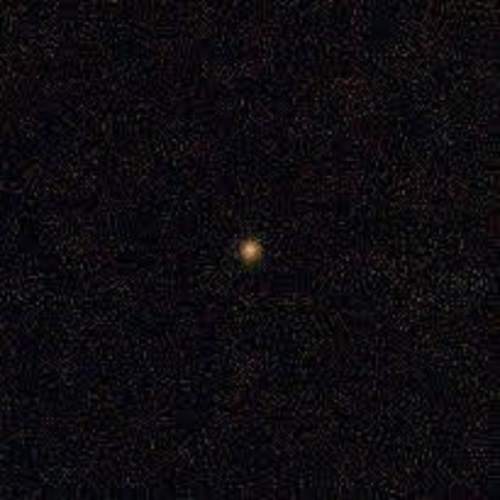
1I/'Oumuamua, il primo oggetto interstellare confermato che passa attraverso il nostro sistema solare, nel 2017

## Nomenclatura
Con la prima scoperta di un oggetto interstellare nel Sistema Solare, la UAI ha proposto una nuova serie di designazioni per oggetti interstellari, i numeri l, simili al sistema di numerazione delle comete. Il Minor Planet Center assegnerà i numeri. Le designazioni provvisorie per gli oggetti interstellari saranno gestite utilizzando il prefisso C/ o A/ (cometa o asteroide), a seconda dei casi.

## Oggetti confermati
- 1I/'Oumuamua un asteroide interstellare scoperto nel 2017
- 2I/Borisov una cometa interstellare scoperta nel 2019
- 3I/ATLAS una cometa interstellare scoperta nel 2025